# پکا هاویستو
پکا اولاوی هاویستو (به فنلاندی: Pekka Olavi Haavisto) (زادهٔ ۲۳ مارس ۱۹۵۸) یک سیاستمدار فنلاندی از حزب اتحادیه سبز است که از سال ۲۰۱۹ به عنوان وزیر امور خارجه فعالیت می‌کند.
هاویستو در انتخابات مجلس فنلاند در مارس ۲۰۰۷ پس از ۱۲ سال غیبت به مجلس فنلاند بازگشت و در سال‌های ۲۰۱۱، ۲۰۱۵ و ۲۰۱۹ مجدداً برای نمایندگی در مجلس انتخاب شد. در میان آوریل ۱۹۹۵ تا آوریل ۱۹۹۹ او وزیر محیط زیست در کابینه اول پاوو لیپونن بود. در اکتبر ۲۰۱۳ پس از استعفای هایدی هائوتالا از این سمت، وی به عنوان وزیر توسعه بین‌المللی منصوب شد. او همچنین عضو شورای شهر هلسینکی بوده‌است. همچنین نامزد انتخابات ریاست جمهوری فنلاند درسال ۲۰۱۲ و انتخابات ریاست‌جمهوری سال ۲۰۱۸ بود که در آن به عنوان دوم دست یافت و در هر دو بار از سائولی نینیسته شکست خورد.